# Coppa Europa di atletica leggera indoor
La Coppa Europa di atletica leggera indoor è stata la versione invernale della Coppa Europa di atletica leggera.
Organizzata dalla European Athletic Association, con cadenza biennale, la prima edizione si è tenuta nel 2003, la 4ª ed ultima nel 2008.

## Edizioni
|                                                        | Anno | Sede   | Nazione  | Data             | Impianto               | Vincitrice | Vincitrice |
| ------------------------------------------------------ | ---- | ------ | -------- | ---------------- | ---------------------- | ---------- | ---------- |
| Uomini                                                 | Anno | Sede   | Nazione  | Data             | Impianto               | Donne      |            |
| 1ª                                                     | 2003 | Lipsia | Germania | 15 febbraio 2003 | Leipzig Arena          | Spagna     | Russia     |
| 2ª                                                     | 2004 | Lipsia | Germania | 14 febbraio 2004 | Leipzig Arena          | Francia    | Russia     |
| 3ª                                                     | 2006 | Liévin | Francia  | 5 marzo 2006     | Stade Couvert Régional | Francia    | Russia     |
| 4ª Archiviato il 24 dicembre 2007 in Internet Archive. | 2008 | Mosca  | Russia   | 16 febbraio 2008 | CSKA Arena             | Russia     | Russia     |